# ويندوز بيئة التثبيت المسبق
ويندوز بيئة التثبيت المسبق (بالإنجليزية: Windows Preinstallation Environment)‏ المعروف أيضا باسم ويندوز PE هو نسخة خفيفة من ويندوز تستخدم في أجهزة الحواسيب ومحطات العمل والخوادم، أو إصلاحها على نظام التشغيل في حين أنه غير متواجد حاليا. فإنه يهدف إلى استبدال MS-DOS أقراص التمهيد ويمكن تمهيد طريق محرك فلاش يو إس بي ، PXE ، iPXE ، [1] CD-ROM أو القرص الثابت . تستخدم عادة من قبل الشركات الكبيرة ومصنعي المعدات الأصلية (لعمل تثبيت مسبق لأنظمة لتشغيل ويندوز على أجهزة الحواسيب أثناء التصنيع)، وهو متاح الآن على نطاق واسع مجانا عن طريق مجموعة أدوات التثبيت التلقائي ل Windows (WAIK).

## وصلات خارجية
- الموقع الرسمي